# Tusindgylden
Tusindgylden (Centaurium) er en slægt med ca. 60 arter, der er udbredt i Nordamerika og Mellem- og Sydeuropa. Det er én- eller toårige, urteagtige planter med en grundstillet roset og korsvis modsatte blade på stænglerne. Blomsterne er 5-tallige og regelmæssige med sammenvokset kronrør og lyserøde, sjældnere hvide eller gule kronblade. De sidder samlet i en endestillet halvskærm. Frugterne er kapsler med mange frø.
| Beskrevne arter |

- Marktusindgylden (Centaurium erythraea)
- Strandtusindgylden (Centaurium littorale)
- Gul tusindgylden (Centaurium maritimum)
- Liden tusindgylden (Centaurium pulchellum)

| Andre arter |

| - Centaurium barrelieri - Centaurium bianoris - Centaurium calycosum - Centaurium capense - Centaurium centaurioides - Centaurium chloodes - Centaurium davyi - Centaurium exaltatum - Centaurium favargeri - Centaurium gypsicola | - Centaurium mairei - Centaurium majus - Centaurium malzacianum - Centaurium quadrifolium - Centaurium scilloides - Centaurium serpentinicola - Centaurium somedanum - Centaurium suffruticosum - Centaurium tenuiflorum - Centaurium turcicum |